# 13-Hidroksilupinin O-tigloiltransferaza
13-Hidroksilupinin O-tigloiltransferaza (EC 2.3.1.93, tigloil-KoA:13-hidroksilupanin O-tigloiltransferaza, 13-hidroksilupanin aciltransferaza) je enzim sa sistematskim imenom (E)-2-metilkrotonoil-KoA:13-hidroksilupanin O-2-metilkrotonoiltransferaza. Ovaj enzim katalizuje sledeću hemijsku reakciju
(E)-2-metilkrotonoil-KoA + 13-hidroksilupanin {\displaystyle \rightleftharpoons } KoA + 13-[(E)-2-metilkrotonoil]oksilupanin
Benzoil-KoA, pentanoil-KoA, 3-metilbutanoil-KoA i butanoil-KoA mogu da deluju kao acil donori. Ovaj enzim učestvuje u sintezi lupaninskih alkaloida.

## Literatura
- Nicholas C. Price; Lewis Stevens (1999). Fundamentals of Enzymology: The Cell and Molecular Biology of Catalytic Proteins (Third изд.). USA: Oxford University Press. ISBN 019850229X.
- Eric J. Toone (2006). Advances in Enzymology and Related Areas of Molecular Biology, Protein Evolution (Volume 75 изд.). Wiley-Interscience. ISBN 0471205036.
- Branden C; Tooze J. Introduction to Protein Structure. New York, NY: Garland Publishing. ISBN 0-8153-2305-0.
- Irwin H. Segel. Enzyme Kinetics: Behavior and Analysis of Rapid Equilibrium and Steady-State Enzyme Systems (Book 44 изд.). Wiley Classics Library. ISBN 0471303097.

## Spoljašnje veze
- 13-hydroxylupanine+O-tigloyltransferase на 